# 펠렉 워즈워스

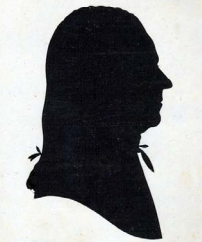
펠렉 워즈워스

펠렉 워즈워스(Peleg Wadsworth, 1748년 5월 6일 ~ 1829년 11월 12일)는 미국 독립 전쟁 중의 장군이자 매사추세츠주 하원의원이었다. 그의 손자는 헨리 워즈워스 롱펠로로 미국의 유명한 시인이다.